# 南出仁
南出 仁（みなみで ひとし、1964年4月3日 - ）は、大阪府堺市出身の元プロ野球選手（捕手）。

## 来歴・人物
大商大堺高から大阪商業大学へ進学。関西六大学野球では3年秋～4年秋まで3季連続でベストナインを獲得。3年秋には首位打者となっている。リーグ戦通算83試合出場、266打数90安打、打率.338、7本塁打、47打点。
1986年のプロ野球ドラフト会議で日本ハムファイターズから4位指名を受け入団。プロ3年目の1989年には練習生扱いとなり、一軍出場のないまま同年限りで退団。

## 詳細情報

### 年度別打撃成績
- 一軍公式戦出場なし

### 背番号
- 25（1987年）
- 49（1988年 - 1989年）